# Adenanthos apiculatus
Adenanthos apiculatus är en tvåhjärtbladig växtart som beskrevs av Robert Brown. Adenanthos apiculatus ingår i släktet Adenanthos och familjen Proteaceae. Inga underarter finns listade i Catalogue of Life.